# Lucasfilm Games
Lucasfilm Games (anteriormente LucasArts) é uma empresa americana de desenvolvimento e publicação de jogos para videogames.
A empresa é famosa pela sua linha de jogos de aventura, a empresa publicava em maior parte jogos baseados na série Star Wars.

## História

### Início
Em 1979, George Lucas queria explorar outras áreas do entretenimento e criou a Lucasfilm Computer Division em 1979, que incluía um departamento de jogos de computador (Games Group) e outro de gráficos. O departamento gráfico foi dividido para uma própria corporação em 1982, futuramente tornando-se a Pixar.
A Lucasfilm Games Group cooperou originalmente com a Atari, que ajudou a financiar a fundação da divisão de jogos, para produzir videogames. Embora o grupo tenha surgido da Lucasfilm, a licença de desenvolvimento de videogame para Star Wars da Lucasfilm era detida pela Atari na época, forçando o grupo a começar com conceitos originais; alguns dos primeiros funcionários do grupo, entre eles Ron Gilbert, acreditavam que se o Lucasfilm Games Group tivesse os direitos de Star Wars desde o início, eles nunca teriam se ramificado em qualquer nova propriedade intelectual.
Os primeiros produtos do Games Group foram jogos de ação exclusivos como Ballblazer e Rescue on Fractalus!, ambos de 1984. Versões beta de ambos os jogos vazaram exatamente uma semana depois que a Atari recebeu cópias desprotegidas para uma avaliação de marketing, e estavam em grande circulação meses antes da data de lançamento original. Em 1984, eles foram lançados para o Atari 5200 sob o rótulo Lucasfilm Games. Versões para computadores domésticos apenas foram lançadas em 1985, pela editora Epyx. Os próximos dois jogos da Lucasfilm foram Koronis Rift e The Eidolon. Seus primeiros jogos eram apenas desenvolvidos pela Lucasfilm, e uma editora viera a distribuir os jogos. Atari publica os jogos para sistemas Atari, Activision e Epyx faria sua publicação para computadores. Maniac Mansion foi o primeiro jogo a ser desenvolvido e publicado pela Lucasfilm Games.
O objetivo inicial da Lucasfilm Games era fazer videogames experimentais, inovadores e tecnologicamente avançados. Habitat, um dos primeiros jogos de RPG online e um dos primeiros a oferecer suporte a um front-end gráfico, foi um desses títulos.  Ele só foi lançado como um teste beta em 1986 pela Quantum Link, um serviço online para o Commodore 64. O Quantum Link não poderia fornecer a largura de banda na época para suportar o jogo, então o Habitat completo nunca foi lançado fora do teste beta. No entanto, a Lucasfilm Games recuperou o custo de desenvolvimento lançando uma versão reduzida chamada Club Caribe em 1988. A Lucasfilm posteriormente licenciou o software para a Fujitsu, que o lançou no Japão como Fujitsu Habitat em 1990. A Fujitsu posteriormente licenciou o Habitat para distribuição mundial e lançou uma versão atualizada chamada WorldsAway em 1995.  A última iteração do Habitat ainda é chamada de WorldsAway, que pode ser encontrada em MetroWorlds.
Inicialmente, a Games Group trabalhou no Rancho Skywalker de George Lucas, perto de Nicasio, Califórnia. Em 1990, em uma reorganização das empresas Lucas, a Divisão de Jogos da Lucasfilm passou a fazer parte da recém-criada LucasArts Entertainment Company, que também compreendia a Industrial Light & Magic e a Skywalker Sound. Mais tarde, ILM e a Skywalker Sound foram unidas a Lucas Digital Ltd. e LucasArts tornou-se o nome oficial da antiga Divisão de Jogos. Durante isso, a divisão mudou do Rancho Skywalker para escritórios próximos em San Rafael, Califórnia.
Também em 1990, a LucasArts começou a publicar The Adventurer, sua própria revista de jogos, onde se podia ler sobre seus próximos jogos e entrevistas com os desenvolvedores. O número final foi publicado em 1996. No mesmo ano, foi criada a Lucas Learning como subsidiária da LucasArts, fornecendo software educacional para salas de aula.

### Primeiros jogos de Star Wars
Mesmo que a LucasArts tenha criado jogos baseados em outras propriedades da Lucasfilm antes (Labyrinth, Indiana Jones), eles não usaram a licença Star Wars até o início de 1990: os jogos Star Wars começaram a aparecer na década de 1980, mas foram desenvolvidos por outras empresas para a LucasArts porque a licença dos jogos foi vendida antes da LucasArts ser formada. O primeiro desenvolvimento interno foi o simulador de combate espacial X-Wing, desenvolvido pela equipe independente de Larry Holland, que gerou uma série de sucesso.
O jogo em CD-ROM de Star Wars, Rebel Assault se tornou um dos maiores sucessos da empresa e foi considerado um aplicativo matador para unidades de CD-ROM no início de 1990.

### Aquisição pela Disney
A The Walt Disney Company adquiriu a Lucasfilm e suas subsidiárias, incluindo a LucasArts, em 21 de dezembro de 2012, após a aprovação regulatória em um acordo de 4,05 bilhões de dólares. Na época, não havia planos para qualquer redução no tamanho das divisões da Lucasfilm, e um representante da LucasArts disse que "por enquanto, todos os projetos estão funcionado normalmente". Nos meses que se seguiram, acreditava-se que LucasArts estava trabalhando em três jogos sem título: um RPG de mundo aberto, um FPS e um jogo de combate aéreo. Isso incluía retirar a atenção dos jogos Star Wars já em desenvolvimento, como Star Wars 1313 e First Assault, para colocar mais foco em Star Wars: Episódio VII - O Despertar da Força.
A Lucasfilm anunciou em 3 de abril de 2013 que estava encerrando sua área de desenvolvimento de jogos, dispensando a maior parte da equipe da LucasArts. Qualquer outro desenvolvimento de jogo seria feito pela Disney Interactive Studios ou licenciado para desenvolvedores terceirizados. Uma equipe mínima de menos de dez funcionários permaneceu na LucasArts para funcionar como licenciadora de jogos. A Disney indicou que o novo modelo de negócios "minimizaria o risco da empresa, enquanto alcançava um portfólio maior de jogos Star Wars de qualidade". Cerca de 150 membros da equipe perderam seus empregos como resultado do fechamento. As demissões na LucasArts também resultaram em demissões na subsidiária de efeitos visuais Industrial Light & Magic; como muitos dos funcionários da LucasArts também trabalhavam para a ILM, a empresa ficou com excesso de pessoal. A Electronic Arts se tornou uma das principais editoras terceirizadas de jogos Star Wars por meio de uma licença exclusiva de vários anos, enquanto a Disney Interactive Studios cuidaria do desenvolvimento de jogos casuais para o mercado de "dispositivos móveis, sociais, tablet e jogos online".
A Lucasfilm anunciou em 11 de janeiro de 2021 que estava restabelecendo a marca Lucasfilm Games para todos os títulos futuros da Lucasfilm, embora permanecesse apenas como uma licenciadora das propriedades da Lucasfilm. Mais tarde naquela semana, não apenas foi anunciado que a MachineGames desenvolveria um jogo baseado na franquia Indiana Jones, com Todd Howard atuando como produtor executivo e Bethesda publicando o jogo, mas a Massive Entertainment estaria desenvolvendo um jogo de Star Wars de mundo aberto com Julian Gerighty servindo como diretor criativo e a Ubisoft publicando o jogo. Também foi revelado que a EA ainda estaria desenvolvendo vários jogos baseados na franquia Star Wars.